# Coppa del Portogallo 2008-2009 (hockey su pista)
La Coppa del Portogallo 2008-2009 è stata la 36ª edizione della principale coppa nazionale portoghese di hockey su pista. La competizione ha avuto luogo dall'11 ottobre 2008 al 14 giugno 2009 con la disputa delle final four presso il Pavilhão Desportivo Municipal di Entroncamento. Il trofeo è stato conquistato dal Porto per la tredicesima volta nella sua storia superando in finale il Benfica.

## Risultati

### Ottavi di finale
| Squadra 1 | Risultato   | Squadra 2       |
| --------- | ----------- | --------------- |
| Porto     | 6 - 5 (dts) | Juventude Viana |
| Barcelos  | 4 - 1       | Nortecoope      |
| Braga     | 4 - 3       | Portosantese    |
| Sesimbra  | 3 - 4 (dtr) | Valongo         |
| Fisica    | 2 - 0       | Limianos        |
| Marítimo  | 4 - 6       | Candelária      |
| Marco     | 6 - 1       | Feira           |
| Espinho   | 2 - 3       | Benfica         |

### Quarti di finale
| Squadra 1  | Risultato   | Squadra 2 |
| ---------- | ----------- | --------- |
| Marco      | 4 - 5       | Valongo   |
| Fisica     | 0 - 1       | Benfica   |
| Candelária | 0 - 1       | Porto     |
| Barcelos   | 2 - 1 (dts) | Braga     |

### Final four

#### Semifinali
| Entroncamento 13 giugno 2009 | Barcelos | 1 – 5 | Benfica | Pavilhão Desportivo Municipal |

| Entroncamento 13 giugno 2009 | Porto | 3 – 2 (d.t.s.) | Valongo | Pavilhão Desportivo Municipal |

#### Finale
| Entroncamento 14 giugno 2009 | Benfica | 1 – 2 | Porto | Pavilhão Desportivo Municipal |